# 小河镇 (威远县)
小河镇，是中华人民共和国四川省内江市威远县下辖的一个乡镇级行政单位。

## 行政区划
小河镇下辖以下地区：
回龙社区、复立社区、小河村、山羊村、民治村、开元村、牌坊村、响水村、平乐村、新同村、大岩村、葡萄村、新古村、碾子村、三合村、铁厂村、玉麦村和青兰村。